# Deuxième vague du féminisme en Belgique
La deuxième vague du féminisme en Belgique est le mouvement féministe qui se développe en Belgique au début des années 1970 dans la foulée de la  deuxième vague du féminisme. (On a aussi parlé de néoféminisme.) Après une première vague du féminisme axée sur des revendications économiques, sociales, puis politiques (droit de vote), cette deuxième vague porte de nouvelles revendications, notamment sur la libération du corps de la femme dans la société. 
« Dans la mouvance libertaire de Mai 68, la nouvelle vague rompt avec l'ancienne, revendique la libération du corps des femmes et non plus l'égalité des droits dans un mouvement festif et provocant. »

## Contexte
En ce qui concerne l'émancipation des femmes, les années 1960 sont marquées par des luttes sociales importantes et des prises de conscience des inégalités économiques : par exemple, la création du premier centre francophone de planning familial La Famille heureuse, les diverses initiatives de la FGTB, la grève des ouvrières de la fabrique nationale d’armes FN Herstal en 1966, une action syndicale qui aboutit notamment à populariser la revendication à travail égal, salaire égal… Ces divers événements, ainsi que l'influence du Women's Lib aux États-Unis, annoncent la deuxième vague du féminisme.

## Histoire
Le déclic naît dans le chef de jeunes femmes désireuses de s'impliquer dans les mouvements de 68. Elles se heurtent à une réalité difficile. Les rapports sociaux de sexe sont bien loin d'animer les préoccupations des étudiants contestataires. Elles doivent alors constater qu'elles sont réduites, au sein des mouvements, à jouer les dactylos ou à servir le café,.
La deuxième vague du féminisme débute avec la création de divers groupes de femmes. D'abord les Dolle Mina en Flandre, ensuite les Marie Mineur en Wallonie et enfin le Front de Libération des Femmes (FLF) à Bruxelles. « Ils sont composés de jeunes femmes, issues des milieux de gauche. Elles militent notamment pour la contraception, pour la multiplication des crèches, pour un traitement égal des hommes et des femmes sur le marché du travail. » Elles entreprennent de nombreuses actions ludiques, humoristiques, spontanées et informelles qui leur permettent de rapidement gagner la sympathie du public et de créer une certaine dynamique autour de ces sujets qui leur tiennent à cœur dans toute la Belgique. La question de la mixité de ces groupes se pose souvent. Les organisations féministes optent généralement, dans un premier temps, pour des réunions exclusivement féministes. 
Ce grand élan débouche sur la création du Petit Livre rouge des Femmes, un ouvrage réalisé par des féministes dans le but de diffuser leurs remises en question de l'ordre établi. Le succès est immédiat : 15 000 exemplaires sont vendus en quelques mois. Ce succès est dû à sa facilité d'accès ainsi qu'aux thèmes exposés. Parmi ceux-ci, on retrouve : « la fausse libération sexuelle, le silence sur les méthodes modernes de contraception, l'interdiction de l'avortement, le mépris pour les mères célibataires, l'image dégradante des femmes dans la publicité et celle, trompeuse, qui est véhiculée par les magazines féminins ».
La création d’une journée des femmes est le point d'orgue de ces initiatives. Le vécu et les revendications de toutes les femmes s'y expriment. La première journée des femmes se déroule le 11 novembre 1972, au Passage 44, à Bruxelles. Ce sont 8 000 femmes qui y participent pour s'informer et prendre part aux débats. Les femmes sont invitées à venir témoigner à la tribune, ainsi qu'à des stands qui sont l'occasion de réagir et d'échanger ses impressions. Des personnalités comme Simone de Beauvoir et Germaine Greer sont venues à la rencontre des participant-e-s. La journée des femmes aura lieu tous les 11 novembre.
Certaines féministes ont eu l'idée de faire part de leurs revendications au niveau politique et de créer un parti. Le PFU (parti féministe unifié) est ainsi créé le 19 mars 1972 par Nina Ariel, Claire Bihin, Adèle Hauwel engagée dans le groupement belge de la Porte ouverte, et Renée Waty-Fosseprez. Cette initiative rencontre un succès inespéré aux élections législatives de 1974 mais ensuite le parti perd de son influence.
Le premier numéro des Cahiers du Grif (du Groupe de recherche et d’information féministes) paraît le 11 novembre 1973, à l'occasion de la deuxième journée des femmes. Tiré à 1 500 exemplaires, il est épuisé le soir même comme l'avait été le Petit Livre rouge des Femmes l’année précédente. Son but est de susciter une réflexion théorique sur des thèmes chers au nouveau féminisme. Des informations d'actualité, une chronique des livres récents, une bibliographie spécifique complètent le cahier. Au moment où paraissent les Cahiers du Grif, le féminisme belge évolue, après deux années d'actions spectaculaires, vers des groupes plus pratiques, centrés sur des problèmes précis : viol, femmes battues, avortement.
Le projet de créer une maison des femmes « se veut d’abord pratique : ne plus courir aux quatre coins de la ville pour se rencontrer ; faciliter les échanges entre groupes, préparer des actions communes, avoir une adresse, un numéro au bottin, en un mot : exister ». Ce projet veut également « créer une organisation sans hiérarchie, un lieu ouvert à toutes les femmes, où toutes prendraient la parole à leur niveau, sans gêne d'aucune sorte ». « Pour réaliser cela, le local offrirait un bar-restaurant, une halte-garderie, des ateliers en tout genre, des rencontres occasionnelles et des réunions régulières. » La première réunion entre les groupes participants a lieu le 4 juin 1974.